# Syzygium gonshanense
Syzygium gonshanense är en myrtenväxtart som beskrevs av P.Y.Bai. Syzygium gonshanense ingår i släktet Syzygium och familjen myrtenväxter. Inga underarter finns listade i Catalogue of Life.